# Encephalartos dyerianus
Encephalartos dyerianus Lavranos & D.L.Goode è una pianta appartenente alla famiglia delle Zamiaceae, presente nella Provincia del Limpopo, in Sudafrica.

## Descrizione
Il fusto raggiunge i 4 m di altezza per 60 cm di diametro.
Le foglie sono lunghe 140–170 cm, di colore blu-argentato opaco, leggermente inclinate. Il picciolo è dritto e dotato di fino a sei spine. Le foglioline sono lunghe 17–24 cm e larghe 13–18 mm. Sono dotate di margini dentati e si inseriscono nella foglia formando angoli di 45-80°. Alla base della foglia le foglioline sono ridotte a spine.
Il rachide è normalmente dritto e rigido, ma può presentarsi talvolta leggermente attorcigliato.
È una specie dioica, con coni maschili ovoidali azzurro-verdi o gialli di 30–50 cm di lunghezza per 9–12 cm di diametro, e coni femminili ovoidali blu-verdi o gialli di 30–60 cm di lunghezza per 10–20 cm di diametro.
I semi sono allungati, con dimensioni 40–45 mm per 25–30 mm, con tegumento di colore giallo o arancio-marrone.

## Distribuzione e habitat
La specie è stata trovata su un singolo rilievo granitico nella Provincia del Limpopo, in Sudafrica. Cresce nella savana aperta o nelle praterie sui pendii.

## Conservazione
La IUCN Red List classifica E. dyerianus come specie in pericolo critico di estinzione (Critically Endangered). La specie è presente in un'unica località ed è minacciata dalla raccolta degli esemplari più maturi da parte dei collezionisti. Tale raccolta mina il successo riproduttivo della popolazione. Il territorio in cui si trova questa popolazione rientra nell'area protetta della Selati Game Reserve..
La specie è inserita nella Appendice I della Convention on International Trade of Endangered Species (CITES)